# Клер (Мичиген)
Клер (енгл. Clare) град је у америчкој савезној држави Мичиген. По попису становништва из 2010. у њему је живело 3.118 становника.

## Демографија
Према попису становништва из 2010. у граду је живело 3.118 становника, што је -55 (-1.7%) становника више него 2000. године.
| Група             | 2000.         | 2010.         |
| Белци             | 3.057 (96,3%) | 2.946 (94,5%) |
| Афроамериканци    | 8 (0,3%)      | 21 (0,7%)     |
| Азијати           | 16 (0,5%)     | 34 (1,1%)     |
| Хиспаноамериканци | 50 (1,6%)     | 46 (1,5%)     |
| Укупно            | 3.173         | 3.118         |